# Azerat
Azerat település Franciaországban, Dordogne megyében. Lakosainak száma 449 fő (2022. január 1.). Azerat Saint-Rabier, Thenon, Ajat, Auriac-du-Périgord, La Bachellerie és Sainte-Orse községekkel határos.

## Népesség
A település népességének változása:
| Lakosok száma | 495  | 419  | 407  | 421  | 437  | 449  | 442  | 436  | 440  | 449  |
|               | 1968 | 1982 | 1990 | 2006 | 2013 | 2015 | 2017 | 2019 | 2020 | 2022 |